# Кубок Мальти з футболу 2007—2008
Кубок Мальти з футболу 2007–2008 — 70-й розіграш кубкового футбольного турніру на Мальті. Титул здобула Біркіркара.

## Календар
| Раунд        | Дата                | Матчі | Клуби   |
| ------------ | ------------------- | ----- | ------- |
| Перший раунд | 3-11 листопада 2007 | 8     | 20 → 12 |
| Другий раунд | 1-2 березня 2008    | 4     | 12 → 8  |
| 1/4 фіналу   | 12-13 квітня 2008   | 4     | 8 → 4   |
| 1/2 фіналу   | 19-20 травня 2008   | 2     | 4 → 2   |
| Фінал        | 25 травня 2008      | 1     | 2 → 1   |

## Перший раунд
| Команда 1          | Рахунок | Команда 2            |
| ------------------ | ------- | -------------------- |
| 3 листопада 2007   |         |                      |
| Валетта            | 4:0     | Сент-Патрік (2)      |
| Сент-Георгес (2)   | 2:3     | П'єта Готспурс       |
| 4 листопада 2007   |         |                      |
| Мкабба (2)         | 3:2     | Вітторіоса Старс (2) |
| Моста (2)          | 0:2     | Хамрун Спартанс      |
| 10 листопада 2007  |         |                      |
| Кормі (2)          | 1:5     | Таршіен Райнбоус (2) |
| Марса (2)          | 0:7     | Дінглі Свалловс (2)  |
| 11 листопада 2007  |         |                      |
| Флоріана           | 7:1     | Мелліха (2)          |
| Сенглі Атлетік (2) | 4:3 дч  | Мсіда Сент-Джозеф    |

## Другий раунд
| Команда 1       | Рахунок | Команда 2            |
| --------------- | ------- | -------------------- |
| 1 березня 2008  |         |                      |
| Валетта         | 5:0     | Таршіен Райнбоус (2) |
| Хамрун Спартанс | 1:0     | П'єта Готспурс       |
| 2 березня 2008  |         |                      |
| Мкабба (2)      | 0:1     | Дінглі Свалловс (2)  |
| Флоріана        | 3:2 дч  | Сенглі Атлетік (2)   |

## 1/4 фіналу
| Команда 1       | Рахунок | Команда 2           |
| --------------- | ------- | ------------------- |
| 12 квітня 2008  |         |                     |
| Гіберніанс      | 1:2     | Валетта             |
| Хамрун Спартанс | 3:1     | Дінглі Свалловс (2) |
| 13 квітня 2008  |         |                     |
| Марсашлокк      | 1:2     | Біркіркара          |
| Флоріана        | 2:1     | Сліма Вондерерс     |

## 1/2 фіналу
| Команда 1       | Рахунок | Команда 2 |
| --------------- | ------- | --------- |
| 19 травня 2009  |         |           |
| Хамрун Спартанс | 4:2     | Флоріана  |
| 8 березня 2009  |         |           |
| Біркіркара      | 4:2     | Валетта   |

## Фінал
| 25 травня 2008 |

| Біркіркара     | 2:1 | Хамрун Спартанс |
| -------------- | --- | --------------- |
| Галеа 58', 90' |     | Фенеч 65'       |

| Національний стадіон, Та-Калі Арбітр: Антоні Замміт |